# Sphaeradenia columnaris
Sphaeradenia columnaris là một loài thực vật có hoa trong họ Cyclanthaceae. Loài này được R.Erikss. miêu tả khoa học đầu tiên năm 1995.